# Ensbach (Schaufling)
Ensbach ist ein Gemeindeteil von Schaufling im niederbayerischen Landkreis Deggendorf.

## Lage
Ensbach liegt im Lallinger Winkel etwa zwei Kilometer östlich von Schaufling in der Nähe der Staatsstraße 2133.

## Geschichte
Das bayerische Urkataster zeigt Ensbach in den 1810er Jahren als einen Weiler mit elf Herdstellen. Die Wirtschaftsflächen sind durch Erbfolge stark zersiedelt.
An historischer Bausubstanz sind sechs Gebäude aus dem 19. Jahrhundert erhalten geblieben. siehe auch: Liste der Baudenkmale in Ensbach.
Die Dorfkapelle neuzeitlicher Entstehung tauchte erstmals in den 1940er Jahren als Wegkreuz am südlichen Ortsausgang in den Karten auf und wurde im Jahr 2013 saniert.